# Neavella nerstraeteni
Neavella nerstraeteni är en tvåvingeart som beskrevs av Leclercq 1982. Neavella nerstraeteni ingår i släktet Neavella och familjen bromsar.
Artens utbredningsområde är Madagaskar. Inga underarter finns listade i Catalogue of Life.